# Momo (cacciatorpediniere)
Il Momo (桃? lett. "Pesco") è stato un cacciatorpediniere della Marina imperiale giapponese, seconda unità della classe Matsu. Fu varato nel marzo 1944 dall'arsenale di Maizuru.
Assegnato alla 43ª Divisione, espletò varie missioni di difesa al traffico navale verso la colonia di Formosa e le Filippine; non riuscì però a impedire la distruzione dell'ammiraglia della 31ª Squadriglia di scorta a fine novembre 1944. Partecipò subito dopo a una delle ultime, difficili missioni di rifornimento all'isola di Leyte prima di lasciare Manila, il 13 dicembre, in difesa di un grosso convoglio. Due giorni più tardi le navi furono attaccate da un sommergibile statunitense, un cui siluro raggiunse il cacciatorpediniere che affondò con circa novanta morti tra l'equipaggio.

## Caratteristiche
Il Momo presentava una lunghezza fuori tutto di 100 metri, una larghezza massima di 9,35 metri e un pescaggio di 3,30 metri; il dislocamento a pieno carico ammontava a 1 676 tonnellate. L'apparato motore era formato da due caldaie Kampon, due turbine a ingranaggi a vapore Kampon, due alberi motore con elica: erano erogati 19 000 shp, sufficienti per una velocità massima di 27,75 nodi (52,73 km/h); l'autonomia massima era di 4 680 miglia nautiche a 16 nodi (circa 8 667 chilometri a 30,4 km/h). L'armamento era articolato su tre cannoni Type 89 da 127 mm L/40 in due affusti pressoché scoperti; quattro tubi lanciasiluri da 610 mm raggruppati in un impianto Type 92 e senza ricarica; venti cannoni automatici Type 96 da 25 mm L/60 e due lanciatori Type 94 per bombe di profondità (36 a bordo). Infine erano stati forniti un sonar Type 93 e un radar Type 22. All'entrata in servizio l'equipaggio era formato da 210 uomini.

## Servizio operativo
Il cacciatorpediniere Momo fu ordinato nell'anno fiscale edito dal governo giapponese nel 1944. La sua chiglia fu impostata nel cantiere navale dell'arsenale di Maizuru il 5 novembre 1943 e il varo avvenne il 25 marzo 1944; fu completato il 10 giugno seguente e il comando fu affidato al capitano di corvetta Masamitsu Yukitaka. Fu immediatamente assegnato all'11ª Squadriglia cacciatorpediniere, dipendente dalla Flotta Combinata e demandata all'addestramento delle nuove unità in tempo di guerra.
Il 15 luglio fu ufficialmente inserito nell'organico della 43ª Divisione cacciatorpediniere con i gemelli Matsu, Ume e Take; il 20 agosto il reparto, privato del Matsu perduto in combattimento un paio di settimane prima, passò agli ordini della 31ª Squadriglia di scorta, a sua volta parte della 5ª Flotta, ma già da luglio era coinvolto in regolari missioni di difesa al traffico navale da e per il Giappone. È molto probabile che risalga a questo periodo l'aggiunta di un radar Type 13 per la ricerca aerea, assicurato all'albero di maestra. Passato agli ordini del capitano di corvetta Yoshio Minagawa il 9 settembre, il Momo partecipò tra il 25 ottobre e il 2 novembre alla scorta delle due portaerei Ryuho e Kaiyo, le quali salparono da Sasebo per trasferire a Kīrun rifornimenti e aeroplani: sia l'andata che il ritorno a Kure si svolsero senza incidenti. Il 14 lasciò la città per accompagnare fino a Manila l'incrociatore leggero contraereo Isuzu, reduce dalla disastrosa battaglia del Golfo di Leyte e con a bordo il contrammiraglio Heitarō Edo (comandante della 31ª Squadriglia di scorta); il viaggio fu tranquillo e riprese il 19 con destinazione Brunei. Questa volta la traversata fu segnata dall'attacco di un sommergibile statunitense che inflisse danni gravi all''Isuzu: il Momo si occupò di scortarlo fino a Singapore per le riparazioni, porto raggiunto il 22 e dove Edo si trasferì sul cacciatorpediniere Shimotsuki. Due giorni più tardi i due cacciatorpediniere salparono con rotta per Brunei e di nuovo un sommergibile americano compì un riuscito attacco; l'ammiraglia saltò in aria con gravissime perdite umane (compreso l'ufficiale comandante) e il Momo riuscì a recuperare solo una cinquantina di naufraghi, che fece scendere a Brunei. Da qui riprese la navigazione in solitaria fino alla capitale filippina e, il 5 dicembre, lasciò la grande baia di Manila come parte dello schermo difensivo al convoglio TA numero 8 – si trattava di uno degli ultimi invii di rinforzi alla guarnigione di Leyte, che dal 20 ottobre contendeva l'isola alle divisioni statunitensi. A dispetto dell'opposizione avversaria, il Momo uscì indenne dagli attacchi aerei e gli unici danni che subì furono provocati dal contatto con una scogliera semisommersa e non segnalata. La sua operatività non era però compromessa e, tornato a Manila l'8, ripartì il 13 assieme a un convoglio. Il gruppo sostenne l'attacco del sommergibile USS Hawkbill il 15 dicembre, in un punto situato 140 miglia a ovest-sudovest di Capo Bolinao di Luzon (16°00′N 117°39′E): dei siluri rilasciati dal battello, uno centrò il Momo che esplose e affondò rapidamente con 92 cadaveri a bordo, compreso il capitano Minagawa. I naufraghi, tra i quali 36 feriti, furono raccolti dalle altre navi giapponesi.
Il 10 febbraio 1945 il Momo fu depennato dai registri della Marina imperiale.